# Demain (bande dessinée)
Pour les articles homonymes, voir Demain.
Demain est une série de bande dessinée française de science-fiction, dessinée par Louis Alloing et écrite par Leo et Rodolphe. Le premier tome est sorti dans les librairies en janvier 2022.

## Synopsis
Durant ce qui ressemble aux années 1950, aux États-Unis, le jeune Joe découvre dans une vieille maison abandonnée un passage étrange vers une pièce immense et sombre. Ailleurs, dans un autre temps, un autre lieu, la jeune Fleur en France doit fuir avec son père,  médecin, les gangs d'un terrible monde apocalyptique et futuriste. Ces deux jeunes adolescents de deux mondes très différents et que tout semble séparer vont cependant se retrouver dans leurs rêves.

## Commentaires
Cette nouvelle série série d'anticipation a été imaginée par les créateurs de deux séries de S-F Centaurus, créée en 2015 et Europa (2021) chez le même éditeur.
Les personnages, les ambiances et quelques animaux bizarres découverts dans le premier opus semblent indiquer l'influence de Léo. Rodolphe assure plutôt l’action angoissante des deux héros qui se retrouvent dans leurs rêves. Le mystère débute dès la première planche et la violence apparaît très vite, également. 
Cette série présente un fond réaliste avec un évidente complicité scénaristique entre Léo et Rodolphe.

## Albums
- 1 Acte 1 - Tome 1
Scénario : mars 2022, aux éditions Delcourt (collection Néopolis)  (ISBN 978-2413038832)

- 2 Acte 2 - Tome 2
Scénario : octobre 2022, aux éditions Delcourt (collection Néopolis)  (ISBN 978-2413047551)

- 2 Acte 3 - Tome 3
Scénario : novembre 2023, aux éditions Delcourt (collection Néopolis)  (ISBN 978-2413047551)